# Emili Coca i Collado
Emili Coca i Collado (Barcelona, 9 de novembre de 1848 — Barcelona, 1920) fou un escriptor barceloní.
Va col·laborar en la revista La Renaixença, així com en La Bandera Catalana. Com a escriptor, va publicar diversos guions còmics per a obres de teatre, com Contrabando, estrenada al Teatre Tívoli el 7 de setembre de 1880, de la qual existeix una còpia manuscrita a la Biblioteca de Catalunya. També va escriure poemes paròdics.

## Obres
- Un garçon de Can Justin (1877)
- Entre terra y cel (1877)
- Revista de Barcelona en 1883 (1884)
- Lectura Popular, recull d'obres

Poesies presentades als Jocs Florals de Barcelona
- Vesllum (1899 - Primer accèssit a la Flor Natural)
- El rosará de Jesús (1916)
- Égloga divina (1917)
- La veu de la campana (1917)
- Estudiantina (1917)
- Amor divinal (1917)
- La Masia abandonada (1917)
- Adoració (1919)
- La cabana abandonada (1919)
- La núvia (1919)

## Premis i reconeixements
- La Flor Natural al Primer Certamen literari de Vilassar de Mar, de 1887, per al poema «La por»[4]